# Spitskopslang
De spitskopslang, roodstaartslang of Maleisische boomslang (Gonyosoma oxycephalum) is een niet-giftige slang uit de familie toornslangachtigen en de onderfamilie Colubrinae.

## Naam en indeling
De wetenschappelijke naam van de soort werd voor het eerst voorgesteld door Heinrich Boie in 1827. Oorspronkelijk werd de wetenschappelijke naam Coluber oxycephalus gebruikt. Lange tijd heette deze soort Elaphe oxycephala.
De slang behoorde eerder tot andere geslachten, zoals Coluber, Herpetodryas en Elaphe. De soortaanduiding oxycephalum betekent vrij vertaald 'puntige kop'.

## Uiterlijke kenmerken
De spitskopslang bereikt een lichaamslengte tot maximaal 2,4 meter maar blijft meestal kleiner. De kleur is meestal groen met soms bruine tinten en een lichtere buik. De soort is makkelijk van andere slangen te onderscheiden door de rode staartpunt, die bij oudere dieren echter meestal grijs tot zwart wordt.
De spitskopslang is een van de soorten gladde slangen die sterk is aangepast op bomen. Niet alleen de kleur is groen, de vorm van het lichaam en kop wijken duidelijk af; een massief, glad, lenig en sterk zijdelings afgeplat lichaam met een zeer spitse kop met aan de zijkanten grote gladde schubben, die aan de gevaarlijke groene mamba (Dendroaspis viridis) doen denken.

## Leefwijze
De slang klimt meters hoog en jaagt op vogels en kleine zoogdieren. Deze slang is erg agressief en bijt zonder waarschuwing als hij verstoord wordt. Daarbij blaast hij zijn keel op en neemt een S-vormige aanvalshouding aan.

## Verspreiding en habitat

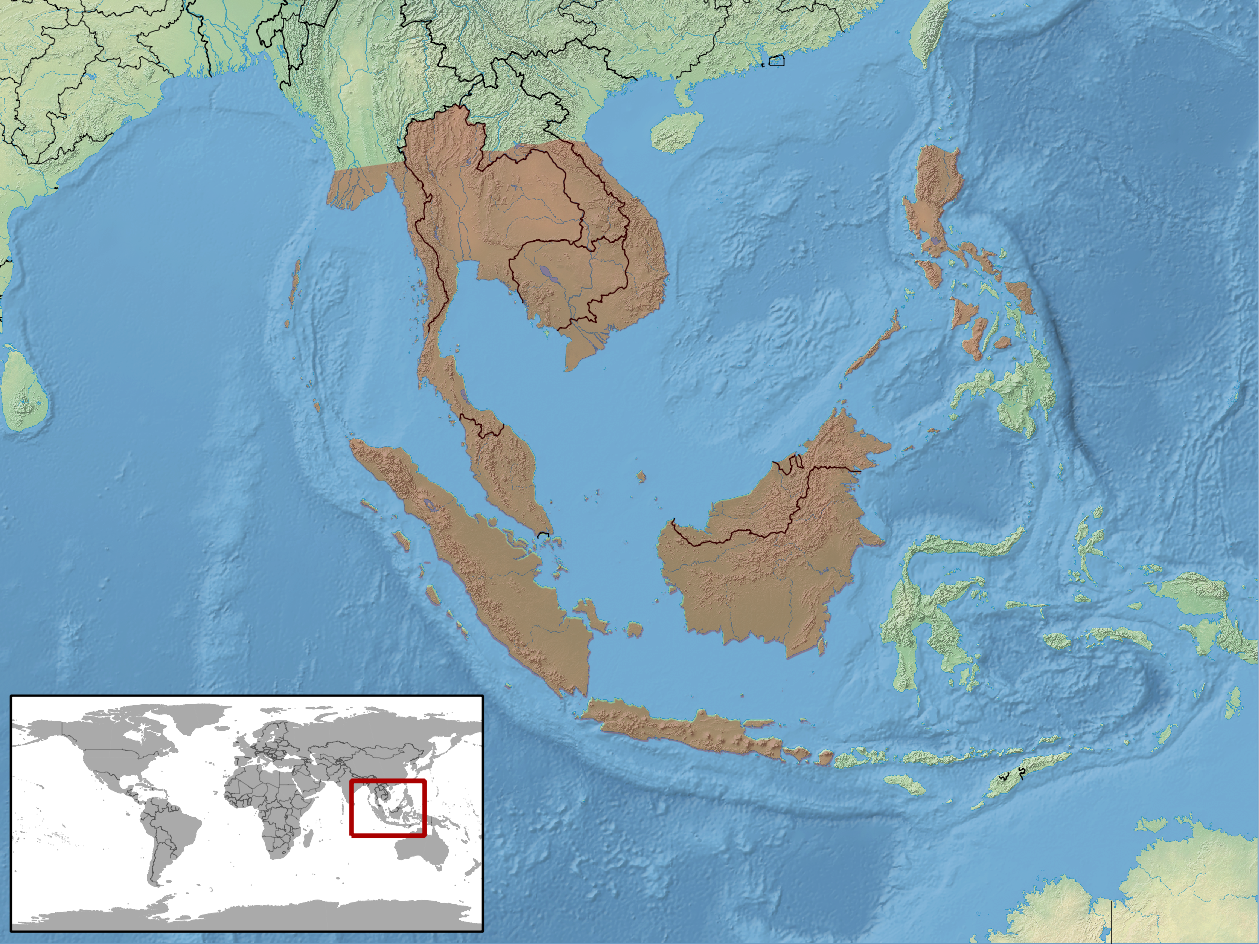
Leefgebied

De spitskopslang komt voor in Azië; Cambodja, de Filipijnen, Indonesië, Laos, Maleisië, Myanmar, Thailand en Vietnam. In tegenstelling tot de meeste andere gladde slangen leeft deze soort voornamelijk in bomen rond open plekken in het bos of bosranden.
De habitat bestaat uit tropische en subtropische scrublands en bossen, zowel in laaglanden als in bergstreken. Ook in door de mens aangepaste streken zoals plantages, landelijke tuinen en aangetaste bossen kan de slang worden aangetroffen. De soort is aangetroffen van zeeniveau tot op een hoogte van ongeveer 1100 meter boven zeeniveau.

## Beschermingsstatus
Door de internationale natuurbeschermingsorganisatie IUCN is de beschermingsstatus 'veilig' toegewezen (Least Concern of LC).